# Ак-Чишма (Арский район)
Ак-Чишма́ (тат. Ак Чишмә) — деревня в Арском районе Республики Татарстан. Входит в состав Ташкичинского сельского поселения.

## География
Деревня находится в верховье реки Хотня, в 27 километрах к северу от города Арск.

## Население
| 1782 | 1859 | 1878 | 1885 | 1897 | 1908 | 1920 | 1926 | 1949 | 1958 | 1970 | 1979 | 1989 | 2000 | 2002 | 2010 | 2015 |
| ---- | ---- | ---- | ---- | ---- | ---- | ---- | ---- | ---- | ---- | ---- | ---- | ---- | ---- | ---- | ---- | ---- |
| 33   | 166  | 225  | 264  | 312  | 271  | 336  | 386  | 332  | 312  | 370  | 274  | 237  | 262  | 252  | 234  | 229  |

Национальный состав деревни — татары.

## Экономика
Полеводство, мясо-молочное скотоводство.

## Инфраструктура
Начальная школа, фельдшерско-акушерский пункт, библиотека.

## Религия
В деревне действует мечеть «Зариф» (с 2010 г.).